# 예멘 내전 (2014년~현재)
예멘 내전은 최고 정치회의 및 후티 세력과 하디 정부 및 남부 과도위원회 간의 대립 전쟁이다. 남부의 분리주의자들과 압드라보 만수르 하디를 추종하는 아덴 기반 세력이 후티 및 최고 정치회의 의장인 마흐디 알마스하트의 병력과 충돌하고 있다. 알카에다 아라비아 반도 지부와 ISIL 또한 공격을 이어나가고 있으며 알카에다 아라비아 반도 지부는 사우디 아라비아와 연결된 내륙 일부 및 해안 일대를 장악하고 있다. 3월 22일 후티 군의 공세가 시작되었다. 3월 25일까지 타이즈 주와 모카, 라히즈 등이 후티 군에게 함락되었고, 그들은 아덴 외곽지역까지 진격하여 하디 정부를 위협했다. 3월 25일 하디는 예멘을 떠나 도피했다. 같은 날 사우디아라비아가 이끄는 연합군이 군사 작전을 개시하여 옛 예멘 정권을 복구하기 위해 공습을 시작했으며 미국은 정보 및 병참 지원을 해 주기 시작했다. 4월 7일까지 약 310명이 아덴에서 죽었다.

## 배경
예멘이 1990년 통일 된후 1994년 예멘 내전이 발생했고 북예멘이 승리했고 불안정한 통일 되었고 2014년 9월 21일에는 후티 반군이 사나를 장악했다. 이후, 후티 반군과 정부군, 후티 반군과 알카에다 사이의 충돌이 잇다르고 있다.
2015년 1월 20일, 반군이 대통령 관저를 공격하고 대통령궁을 장악했다. 정보장관 나디아 알사카프에 따르면 대통령 압드라보 만수르 하디는 대통령궁 내부에서 30분 동안 거대한 포격을 받았지만, 경비원의 보호에 따라 무사히 다치지 않고 보호받았다고 말했다. 대통령 경호원은 하디 대통령이 안전하게 떠날 수 있음을 보장받은 이후 항복했다. 유엔 안전 보장 이사회는 이 반란으로 일어난 사건에 대해 긴급 회의를 진행했다. 유엔 사무총장 반기문은 예멘에서 "상황 악화"를 우려하고 적대적 행위를 중단하기 위해 모든 측면에서 노력할 것을 촉구했다. 1월 22일, 대통령 압드라보 만수르 하디와 총리 칼레드 바하흐는 의회에 사임을 내고 어떠한 보도도 받아들이기를 거부했다.
2월 6일, 후티는 임시 헌법을 발표하며 의회를 해산하고 551명으로 된 새 의회를 구성하며, 151명의 대통령 위원회를 설치해 2년간 정부 역할을 맡게 하겠다고 밝혔다.

## 사우디아라비아 군사 개입
2015년 3월 26일 사우디아라비아, 이집트, 모로코 등의 국가가 공습에 참여했다. 알아라비야 방송에 따르면 사우디아라비아가 이번 작전에 전투기 100대를 동원했고 지상군 15만 명도 파병키로 했다고 보도했다. 이 공습으로 수도 사나 북부의 알다일라미 공군기지의 활주로가 폭격을 받았고, 사나 남부의 무기고도 공격받았다.

## 알카에다의 지속적인 반란
부족 소식통에 따르면 알카에다 아라비아반도 지부의 지휘관 야세르 알 마로우의 집 근처에서 폭발이 일어났다고 했다. 예멘군은 사망한 3명의 군인을 확인할 수 있었고 두명은 예멘인 그리고 한명은 사우디아라비아인이라고 밝혔다.그 집은 심각하게 폭파됐지만 그때 그 집에 그 지휘관이 있었는지는 확인할 수 없다. 2014년 8월초에 벌어진 격전으로 12명의 예멘 군인과 9명의 알카에다 아라비아반도 지부 군인이 사망했다. 예멘 내전이 진행되고 있는 2015년 중반에 알카에다 아라비아반도 지부는 예멘군을 도시에서 축출하고 하반을 완전히 점령하였다. 2015년 4월 17일에 미국의 공습으로 2명의 알카에다 아라비아반도 지부 군인이 사망하였다. 2016년 3월 3일에 미국의 무인 정찰기 공습이후에 4명의 알카에다 아라비아반도 지부 군인이 사망하였다. 2016년 2월 1일에 알카에다 아라비아반도 지부는 조금의 레지스탕스나 예멘군없이 아잔을 점령하였다. 2016년 3월 3일에 미국이 무인 정찰기로 공습하면서 아잔의 변두리에 있는 검문소에서 일하는 4명의 알카에다 아라비아반도 지부 군인이 사망하였다. 2016년 4월 25일에 예멘군과 아랍에미리트군은 알카에다 아라비아반도 지부가 마을에서 퇴각하는 덕분에 전투없이 아잔에 들어왔다. 알카에다 아라비아반도 지부가 퇴각하기전에 미국이 무인 정찰기로 공습하면서 8명 이상의 알카에다 아라비아반도 지부 군인이 사망하였다.

## 같이 보기
- 후티-사우디아라비아 분쟁
- 예멘 알카에다 반란
- 부르칸 H2
- 이라크 내란 (2011년~2013년)
- 이라크 내전 (2014년~2017년)
- 시리아 내전
- 시리아 내전의 주변국 확산
- 홍해 위기
- 번영의 수호자 작전
- 2025년 3월 미국의 예멘 공격